# Heroes of Might and Magic III: The Restoration of Erathia
Heroes of Might and Magic III: The Restoration of Erathia (v doslovném překladu Hrdinové Moci a Magie III: Obnova Erathie) je počítačová hra žánru tahová strategie, vydaná v roce 1999 firmou 3DO. K této hře také vyšly dva datadisky – Heroes of Might and Magic III: Armageddon's Blade a Heroes of Might and Magic III: The Shadow of Death. Wake of Gods (WoG) Team také vytvořil freeware datadisk „In the Wake of Gods“, který měl být „náhradou“ za odlišný čtvrtý díl série.

## Herní svět
Herní svět je rozdělen do dvou částí: podzemí a obzor. Obě části překypují stvůrami, poklady a různými záhadami. Hrdinové se svými armádami dobývají města různých druhů, kde lze najímat další hrdiny a další jednotky do armády. Krajinu mohou tvořit louky, lesy, pouště, sníh, bažiny, sopečná půda, pustina, jeskyně i vodní plochy. Prostředí v jednotlivých krajinách tvoří hory, skály, roviny, říční toky i oceány a rozlehlé travnaté pláně.
Příběhová část se odehrává na Enrothu, tedy na stejném světě jako předešlé dva díly série. Tentokrát se děj přesouvá na jižní kontinent Antagarich, kde lidé žijí v království Erathie. Kontinent Antagarich obývají kromě lidí i množství nadpřirozených živých forem a jiných druhů inteligentních bytostí, jež zde žijí ve svých královstvích. Na Antagarichu jich bylo celkem jedenáct. Jsou jimi:
- Erathie – tvoří střed kontinentu, žijí zde převážně lidé a převládají zde města typu Hrad. Hlavní město je Steadwick a vládnou zde králové Gryfí srdce. Převládají lesy, louky, hory a pustiny.
- AvLee – nachází se na severu kontinentu, žijí zde převážně lesní elfové a převládají zde města typu Bašta. Kromě elfů je AvLee domovem pro kentaury, trpaslíky a víly. Hlavním městem je Pierpont. Převládají hluboké lesy.
- Porobené země – jiným názvem též Harmondale. Leží při hranicích Erathie s AvLee na východě a žijí zde elfové i lidé. Hlavním městem jsou Welnin a Harmondale. Převládají hluboké lesy.
- Bracada – leží na nejjižnější části kontinentu, žijí zde převážně čarodějové a převládají města typu Věž. Hlavní město je Celeste, vzdušné město. Předchůdcem Bracady byla říše Bracaduun a jediným vládcem v celé historii je „Nesmrtelný král“ Gavin Magnus. Převládají pouště na severu a zasněžené hory na jihu.
- Deyja – rozkládá se v pustinách středo-severní části kontinentu mezi Erathií a AvLee, žijí zde nekromanti a jejich nemrtví přisluhovači a převládají zde města typu Pohřebiště. Hlavní město je potemnělý hrad Moulder. Převládají pustiny a sopky.
- Eeofol – tvoří východní pobřeží kontinentu. Dříve zde žili hobiti, avšak v průběhu Might and Magic VI: The Mandate of Heaven ovládli Eeofol démoničtí Kreeganovci, a tak zde převládají města typu Peklo. Hlavním městem je Kreelah. Dříve byla oblast úrodná s krásnou přírodou, nyní převládá sopečná krajina.
- Nighon – nachází se na ostrově východně od kontinentu a v podzemí pod ostrovem, pod Nighonským průlivem i pod samotnou Erathií. Žijí zde převážně troglodyté, minotauři, harpyje a další, které sjednocují vládnoucí tyrani a čarodějové, které jednou za několik století sjednotí jediný vládce. Nighon nemá hlavní město, převládají města typu Kobka. Na ostrově Nighon převládají pustiny a vysoké, zasněžené hory. V podzemí je rozsáhlý jeskynní systém.
- Krewlod – jiným názvem též Pustiny. Rozkládá se na jihozápadě kontinentu, žijí zde barbarští lidé, skřeti, zlobři, goblini a další podobné druhy a převládají města typu Tvrz. Hlavním městem je Ulgak. Převládají drsné a suché pustiny.
- Tatalia – jiným názvem též Bažiny. Leží na západě kontinentu severně od Krewlodu, žijí zde ještěří lidé a v menšině i lidé a čarodějnice, z jejichž jazyka pochází název, jenž znamená doslova společenství. Převládají města typu Pevnost a hlavní město je neznámé. Převládají mokřady a bažiny.
- Phynaxia – nacházelo se v místech, kde leží Porobené země a tamní obyvatelstvo, jež muselo snášet střídavě nadvládu AvLee a Erathie, se považuje za phynaxijce.
- Vori – nachází se na velkém ostrově severozápadně od kontinentu. Žijí zde sněžní elfové, nejstarší druh elfů na celém Enrothu. Ostrov pokrývají zasněžené, téměř nepřístupné velehory. Hlavním městem je Volee.

## Města, jednotky a hrdinové
Ve hře je celkem osm druhů měst, z nichž každé má své výhody i nevýhody a každé dává hráči jiné bojové tvory. V každém městě každého národa je možné najmout hrdinu a jednotky, jež lze vylepšit. Jednotky jsou rozdělené do sedmi úrovní. Hrdinové (mužského nebo ženského pohlaví) jsou předem vytvoření a zaměření buď na magii, nebo na boj. Hráč může hrdiny vylepšovat vybíráním nových schopností při dosažení další úrovně, dávat jim různé předměty, zlepšující jejich vlastnosti, a dávat jim armády. Každý hrdina může mít najednou u sebe maximálně sedm druhů jednotek, minimálně musí mít alespoň jednu.

### Hrad
Hrad je městem lidí, jež vzhledově připomíná středověkou pevnost. V hradu lze postavit stáje, jež hrdinovi, který ho navštíví, umožní ujít za jeden herní den delší vzdálenost než obvykle.
- Jednotky:

Kopiník → Halapartník
Lukostřelec → Elitní střelec
Gryf → Královský gryf
Šermíř → Křižák
Mnich → Fanatik
Jezdec → Šampion
Anděl → Archanděl
- Hrdinové:

Rytíř – hrdina moci
Kněz – hrdina magie

### Bašta
Bašta je městem elfů, jež připomíná prosté lesní sídlo. V baště lze postavit pokladnici, jež hráči dá prvního dne v každém herním týdnu 10 % zlata navíc dle aktuálního stavu.
- Jednotky:

Kentaur → Kentauří kapitán
Trpaslík → Bojový trpaslík
Elf → Velký elf
Pegas → Stříbrný pegas
Stromový strážce → Stromový voják
Jednorožec → Bojový jednorožec
Zelený drak → Zlatý drak
- Hrdinové:

Hraničář – hrdina moci
Druid – hrdina magie

### Věž
Věž je městem kouzelníků, jež tvoří vysoké věže v zasněžených horách. Ve věži lze postavit Zeď znalostí, díky níž každý hrdina při první návštěvě daného města dostane bonus +1 ke znalostem. Dále se díky Knihovně může hrdina naučit o jeden druh magie každé třídy více než v jiných hradech. Věž dále má budovu Pozorovatelnu, takže má hráč na mapě dobrodružství širší výhled po okolí. Ve městě si lze po postavení Obchodu s artefakty pro hrdinu nějaký zakoupit.
- Jednotky:

Gremlin → Mistr gremlin
Kamenný chrlič → Obsidiánový chrlič
Kamenný golem → Železný golem
Mág → Arcimág
Džin → Mistr džin
Naga → Královna nag
Obr → Titán
- Hrdinové:

Alchymista – hrdina moci
Kouzelník – hrdina magie

### Peklo
Peklo je městem démonů, jež stojí na lávovém podkladu. V pekle lze stavět Řád ohně, díky němuž každý hrdina při první návštěvě daného města dostane bonus +1 k síle kouzel. Dále lze díky Bráně přesouvat okamžitě celou armádu do jiného města pekla s Bránou, čímž je umožněno hrdinům přesouvat se v rámci téhož herního dne do jakékoliv pekelného města na jakoukoliv vzdálenost.
- Jednotky:

Ďáblík → Rarášek
Gog → Magog
Pekelný pes → Kerberos
Démon → Rohatý démon
Satan → Pekelný pán
Efrít → Sultán efrítů
Ďábel → Arciďábel
- Hrdinové:

Démon – hrdina moci
Kacíř – hrdina magie

### Pohřebiště
Pohřebiště je městem nemrtvých, jež stojí na mrtvolně páchnoucím základu. V pohřebišti lze postavit Zesilovač nekromancie, který vylepší všem hrdinům schopnost nekromancie o 10 %. Dále lze další budovou nepřátelům překrýt viditelnost v širokém okolí města oblakem temnoty a v měniči lze z jednotek ostatních hradů tvořit kostlivce.
- Jednotky:

Kostlivec → Válečný kostlivec
Chodící mrtvola → Zombie
Duch → Přízrak
Upír → Pán upírů
Lich → Mocný lich
Černý rytíř → Hrozivý rytíř
Kostěný drak → Přízračný drak
- Hrdinové:

Temný rytíř – hrdina moci
Nekromant – hrdina magie

### Kobka
Kobka je městem podzemních lidí, jež se vyskytuje na stěnách jeskyň. V kobce lze postavit Bojové škole, které každému hrdinovi prvně navštěvujícího město dá 1000 zkušenostních bodů. Dále si díky Víru many může jednou za týden jeden hrdina doplnit okamžitě manu až na dvojnásobek obvyklé hodnoty. Portálem přivolání lze najmout některé jednotky navíc z obydlí, jež hráč vlastní v otevřené krajině. Ve městě si lze po postavení Obchodu s artefakty pro hrdinu nějaký zakoupit.
- Jednotky:

Troglodyt → Pekelný troglodyt
Harpyje → Stará harpyje
Pozorovatel → Oko zla
Medúza → Královna medúz
Minotaur → Král minotaurů
Mantikora → Škorpikora
Rudý drak → Černý drak
- Hrdinové:

Tyran – hrdina moci
Čaroděj – hrdina magie

### Tvrz
Tvrz je městem barbarů, jež se vyskytuje na skalnatém terénu. Jedná se o město moci, a proto se zde lze naučit magii nejvýše třetí úrovně. Ve městě si lze díky Cechu směnit svoje jednotky za suroviny, v Síni Valhaly každý hrdina při první návštěvě daného města dostane bonus +1 k síle a díky Únikovému tunelu je možné pro bránícího se hrdinu v hradu utéct z bitvy, což je v jiných hradech nemožné.
- Jednotky:

Goblin → Hobgoblin
Vlčí jezdec → Vlčí nájezdník
Skřet → Skřetí náčelník
Zlobr → Zlobří mág
Roch → Hromový pták
Kyklop → Král kyklopů
Behemot → Starověký behemot
- Hrdinové:

Barbar – hrdina moci
Bojový mág – hrdina magie

### Pevnost
Pevnost je městem ještěřích lidí, jež se vyskytuje v močálech. Jedná se o město moci, a proto se zde lze naučit magii nejvýše třetí úrovně. Ve městě lze postavit Klec náčelníků, díky níž každý hrdina při první návštěvě daného města dostane bonus +1 k obraně. Další budovy posílí hrdinu bránícího hrad.
- Jednotky:

Gnol → Gnol nájezdník
Ještěrčí muž → Ještěrčí voják
Hadí vážka → Dračí vážka
Bazilišek → Velký bazilišek
Gorgona → Mocná Gorgona
Ještěr → Ještěří vládce
Hydra → Hydra chaosu
- Hrdinové:

Pán šelem - hrdina moci
Čarodějnice - hrdina magie

## Příběh
Děj hry navazuje na Might and Magic VI: Mandate of Heaven a vzdáleněji i na druhý díl této série Heroes of Might and Magic II: The Succession Wars. Je vyprávěn v sedmi kampaních z různých úhlů pohledu, z nichž první tři probíhají současně a další na ně postupně navazují. Odehrává se na kontinentu Antagarich v království Erathii.

### Ať žije královna
Po zmizení krále Rolanda, jenž se stal vladařem Erathie na konci druhého dílu série, vládne jeho manželka, královna Catherine Železná pěst. Oficiální Rolandův nástupce měl být její otec Nicolas Gryfí srdce, jenž však byl za podezřelých okolností zabit a bez jeho vedení začalo celé království rychle upadat. Z podzemí se totiž vynořil nový nepřítel, a to spojené síly Nighonu (podzemních lidí) a Eeofolu (síly pekla-Kreeganovců). Catherine byla nucena urychleně odcestovat do Bracady, aby vyjednala vojenské spojenectví s králem Gavinem Magnusem. Pověřila své generály z Enrothu, odkud pocházel i Roland, aby připluli k břehům Erathie ve velkých válečných lodích, shromáždili z řad prostého lidu domobranu, určili rozsah nighonské okupace a zjistili, kudy se do Erathie vůbec dostali.
Sir Christian tedy dostal za úkol obsadit od přístavní základny Caryatid na jihu země místní centrum nighonských tyranů, aby zdržel přísun posil jejich invazní armády, než do oblasti dorazí další jednotky erathijské armády. V druhé misi sir Christian a tři nejlepší generálové z první mise postupují na příkaz Catherine k hlavnímu městu Steadwick, které mezitím padlo do rukou sil Nighonu a Kreeganovců z Eofolu. Při cestě na sever je rolníci informovali o obklíčení města Fair Feather nighonskými jednotkami, avšak andělé drží nad městem ochrannou ruku. Dle jiných zpráv jinde drtí kreeganské invazní síly, a proto s nimi ve městě hrdinové uzavřeli spojenectví. Poté razií v podzemí vyplenili čtyři nighonská města, odkud neustále útočili na město. Ve třetí misi dorazili ke Gryfí skále, kam gryfové každoročně migrují k námluvám, a které zkrotil král Gryfí srdce I., aby zahájil jejich vojenský výcvik. S pomocí gryfů kdysi sjednotil roztroušené lidské kmeny do království Erathie, a tak králové Gryfí srdce vždy věřili, že jsou tato létající zvířata klíčem k vítězství v jakékoliv válce. Budou tedy hrát rozhodující úlohu i v bitvě o Steadwick, jenže okolí Gryfí skály obsadily spojené síly Nighonu and Kreeganovců. Hrdinové v čele s Christianem tedy museli celou oblast a všech sedm hnízdišť gryfů zajistit.

### Jeskyně a ďáblové
Eeofol a Nighon uzavřely spojenectví proti Erathii za účelem obsazení jejího hlavního města Steadwicku. Dle historických pramenů Steadwick nikdy nepadl do rukou nepřátel Erathie, a tak tyrani i Kreeganovci zahájili kampaň, jež navždy změní tuto skutečnost. Nedovolí, aby Erathie ještě někdy narušila jejich hodnoty a podzemní způsob života. K tomu využijí moment překvapení.
Nejprve Kreeganovci žádali zbavit se královny zlatých draků na jihovýchodě Erathie, protože zlatí draci jsou součást jednotek elfů, obývajících oblast. Bez nepřátelských draků bude postup na Steadwick plynulejší. Než ale pekelníci mohli zabít draka, museli přemoci zdejší lidské a elfské posádky dříve, než budou příliš posílené. Na jiném místě dostali vůdci Nighonu zprávu o vylodění flotily enrothských lodí na jihu Erathie. Neví, kdo jim velí a kolik má vojáků, ale dle informací Kreeganovců jím určitě není Roland Železná pěst. Plán zůstává stejný a zahajují poslední fázi invaze z podzemí k upevnění kontroly nad jihovýchodním pobřeží, aby mohli povolat více posil z Nighonu. Jakmile porazí všechna zdejší města Erathie a města zdejší menšiny elfů z AvLee a kouzelníků z Bracady, spojí tyrani a Kreeganovci své armády k pochodu na Steadwick. Tyrani z Nighonu a Kreeganovci dostali informaci, že královna Catherine Železná pěst úspěšně vyjednala spojenectví s Bracadou i s AvLee, vrací se do Erathie a že ví o plánu tyranů a Kreeganovců k obsazení Steadwicku. Proto musí Steadwick padnout do tří měsíců, neboť královnu Catherine a její armádu déle nezdrží. Tyrani a Kreeganovci trpělivě nastřádali síly a udeřili přímo na hlavní město Erathie přes brány chránící přístup. Město samotné bránil s velkou armádou generál Kendal, regent Erathie, avšak Kreeganovci a tyrani z Nighonu přesto slavili vítězství a Steadwick padl do jejich rukou.

### Válečná kořist
V době kolapsu Erathie pod náporem Kreeganovců a Nighonu na východě se žoldnéřům a kdejakým mizerům otevřely možnosti plenit území království na západě, případně tato území ovládnout.
Barbarský národ Krewlod mnohokrát bojoval v příhraničních šarvátkách s Erathií, ale tentokrát vlivem okolností snadno vyhrál. Jeden žoldnéř tedy dostal od vévody Winstona Boraguse za úkol využít situace, rychle vyplenit erathijské oblasti podél hranic s Krewlodem a zajistit 200 tisíc zlatých k další válce s Tatalií. Pokud však padne, Boragus ho označí za pouhého odpadlíka, který nejedná v zájmu Krewlodu.
Tatalie byla před dvaceti lety po sérii příhraničních konfliktů s Erathií nucena podepsat mír, avšak ten s odchodem krále Gryfí srdce skončil. Tatalie však nikdy neměla agresivní vojenskou doktrínu, a proto hledá generály, kteří povedou tatalské mnohopočetné armády ještěrů. Jeden žoldnéř právě dostal od posla krále Tralosska dopis vyzývající k rozšíření území na úkor Erathie. K tomu je třeba obsadit všechny doly v oblasti kolem hranic, neboť se blíží konflikt s Krewlodem.
Po těchto dvou bitvách totiž Tatalii od Krewlodu odděloval jen úzký pruh království Erathie, který si nárokovali ještěři i barbaři. Proti sobě se tedy postavili oba žoldnéři, hájící zájmy Krewlodu respektive Tatalie. Pro druhou stranou bude každý z nich vnímán jako zrádce, avšak ironií je, že toto území je pro oba národy stejně bezvýznamné. A tak bojují Tatalie od západu a Krewlod od východu, přičemž vítěz ovládne i těch pár lidských sídel, které zde zbyly.

### Osvobození
Tato kampaň se zpřístupní po dohrání všech tří předešlých. Generálové královny Catherine se sice nepřátelům postavili, ale Erathie je přesto na pokraji zániku. Musí dobýt zpět hlavní město Steadwick a vyhnat všechny invazní síly z království. K tomu pomohou noví spojenci z AvLee a Bracady.
Síly Nighonu a Eeofolu se po dobytí Steadwicku zabarikádovaly ve městě a zamezily veškerý přístup po zemi. Do města se šlo dostat jedině skrz nově vykutané podzemní cesty. K osvobození Steadwicku posloužili siru Christianovi i spojenci z Bracady, kteří pomohli od jihovýchodu osvobodit dvě jiná města. Na severozápadě nepřítel věznil generála Kendala a po jeho osvobození a po ovládnutí všech měst na povrchu provedli vpád do podzemí nighonských tyranů. Potom už nebylo složité dobýt Steadwick zpět.
Nedlouho poté dorazil za Christianem velvyslanec z AvLee se vzkazem od královny Catherine. Po znovudobytí Steadwicku totiž navštívil královský dvůr posel Lucifera Kreegana, jenž tvrdil, že drží krále Rolanda Železnou pěst v zajetí a žádají výkupné jeden milion ve zlatě. Královna rozkázala neplatit, a tak posla podrobili výslechu. Ten prozradil, že Rolanda drží ve městě Kleesive v nitru Eeofolu, kterému vládne kmen Kreelah. Záchrannou misi podpořilo i AvLee, byť nebylo možné armády z různých směrů sloučit, než proniknou do Eeofolu. Pak se střetly v Kleesive s vůdcem klanu Kreelah a vězněného Rolanda skutečně našli a osvobodili.
Mezitím dle vyslance z Bracady Winstana Langera krotila Erathie situaci na západě, kde o erathijské území bojovaly Tatalie a Krewlod už celé měsíce. Ačkoliv Bracada neměla zájem o vedení dalších válek, král Gavin Magnus poslal do Erathie posily s tím, že tento boj se nevyhraje brilantní taktikou, ale počtem mrtvol. V bitvě je možné využívat nepřátelství Tatalie a Krewlodu a obsazovat jedno město po druhém. Pak lze celou oblast znovu vrátit Erathii.
Po úspěšné záchraně Rolanda a uklidnění situace na západě proběhlo vyšetřování, jak se nighonským tyranům a Kreeganovcům vůbec povedlo Erathii napadnout z různých míst v tak ohromném počtu. Zjistili, že nighonští tyrani pro účel invaze podkopali celý oceán a Erathii spojily přímo s Nighonem. Catherine tedy vyslala na východní pobřeží sbor armád pod velením sira Christiana, Astrála (představitele Bracady) a Jenovy (představitelky AvLee), aby zlikvidovali zbytek Kreeganovců a tyranů na pevnině a poté je pronásledovali skrz podzemí zpět na jejich ostrov Nighon. V podzemí se nacházelo velké množství nighonských měst, proto byly bitvy s nimi náročné. Po splnění mise byla obnova Erathie dokončena. Boje však nekončí, neboť se objevila nová hrozba.

### Ať žije král
Tato kampaň se zpřístupní po dohrání prvních tří. Celý konflikt v Erathii těšil příslušníky národa nekromancerů Deyja, neboť smrt tolika bytostí ve válce znamenala nekonečnou sklizeň pro armády nemrtvých. Původně chtěli nekromanceři pouze krále Gryfí srdce zabít za to, že je vyhnal coby kacíře z Erathie, ale nyní se naskytla příležitost Erathii dobýt.
Avšak královna Catherine pro ně byla příliš těžký soupeř, a tak nekromanceři potřebovali najít velitele nemrtvých hord, který bude schopnější než ona. A tak sestavili plán, kdy se během rozhodujících bojů Erathie s Nighonem a Eeofolem prosmýknou do Erathia. Najdou hrob krále Nicolase Gryfí srdce a oživí ho jako nemrtvého generála. K tomu potřebovali sehnat do tří měsíců artefakt Duch sklíčenosti a dopravit ho do města Stonecastle, kde nalezli králův hrob dříve, než z něj vyprchal jeho duch. Po úspěšném rituálu jmenovali nemrtvého Nicolase svým vůdcem, jehož země se stane brzy jejich zemí.
Velitele získali, nyní potřebovali armádu kostlivců. Vidomina, nekromantská učednice původem z Bracady, a Vokial provedli přes řeku invazi do odlehlého regionu Erathie, kde oživili padlé nepřátele jako kostlivce a měnili obyvatelstvo dobytých měst rovněž v kostlivce. V počtu 2500 kostlivců byli připraveni. V oblasti též narazili na nekromancera Sandra, který se k nim rád přidal a přijal Vidominu do učení.
Narazili na problém, neboť rytíř smrti jménem Mot se odmítal podvolit rozkazům nemrtvého krále Gryfího srdce. Motovo území se totiž nachází nejblíže k Erathii, a tak se nekromanceři rozhodli ho zabít a následně oživit jako nemrtvého bez vlastní vůle pro výstrahu ostatním. Po jeho likvidaci a recyklaci se nekromanceři rozhodli podniknout závěrečný krok v jejich plánu provést invazi do Erathie. Nemrtvý král Gryfí srdce znal tamní generály, které sám vycvičil, a tak ví, že se spoléhají na bojovou morálku vojska, která na nemrtvé nemá žádný vliv. Jakmile bylo v těžkých bojích obsazeno všech pět příhraničních měst, nekromanceři se radovali z úspěchu.

### Píseň pro otce
Tato kampaň se zpřístupní po dohrání kampaní "Osvobození" a "Ať žije král." Královna Catherine si posteskla, že její nejhorší obavy se potvrdily. Její otec Nicolas Gryfí srdce nezemřel přirozenou smrtí, ale byl otráven. Ještě před vypuknutím prvních bojů vedl generál Kendal marné vyšetřování, ale nyní k ní přišly zprávy od nekromancerů. Přiznali se, že jejího otce oživili, aby vedl jejich armády proti ní, jenže ten ihned po svém oživení ve formě liche zavraždil nekromantského krále Finnease Vilmara a převzal velení nad armádou. Nekromanceři přiznali, že stvořili monstrum, které nejsou schopni sami zastavit, neboť se Vilmarovi nezdařilo seslat upoutávací kouzlo. Jako gesto dobré vůle za Catherine poslali svého posla Nimbuse, který ví, kdo tehdy zavraždil krále Nicolase.
V první misi je potřeba Nimbuse dostat do hradu za Catherine. V další misi pak s pomocí Nimbuse, spojenců z AvLee a z Bracady vyžene všechny nekromancery, kteří předtím vtrhli do Erathie. Z nekromantských armád už zbyla pouze nekropole, kde sídlil Catherin nemrtvý otec, avšak byla velmi dobře střežena. Catherine se rozhodla ve třetí misi velet útoku osobně po boku lorda Haarta, což pro ni bylo obtížné a bolestné. Od Nimbuse se totiž dověděla, že lord Haart je ten zrádce, který na příkaz Vilmarova nekromantského kultu, jehož byl Haart tajně členem, otrávil víno jejího otce. V boji však lord Haart nesmí padnout, neboť si pro něj Catherine přichystala překvapení. Po porážce nemrtvé armády vzala Haarta na průzkum vnitřku Stonecastle, kde svému nemrtvému otci sama ukázala, kdo ho zradil. Překvapeného lorda Haarta tak popravil sám Nicolas Gryfí srdce, jenž ho coby nemrtvý král hledal v celé Erathii, aby se s ním vypořádal. Catherine pak seslala svaté kouzlo na odstranění temnoty z jejího otce a na návrat jeho ducha zpět k věčnému odpočinku.

### Sémě nespokojenosti
Poslední kampaň, jež se odemkne po splnění „Písně pro otce“, se zabývá bojem separatistů za nezávislost Porobených zemí, nacházejících se na severovýchodních hranicích Erathie s AvLee, které se v průběhu dějin ocitávaly pod kontrolou jedné či druhé říše. Díky skončeným válkám o obnovu Erathie se pro obyvatele Porobených zemí naskytla historická příležitost a hrdina Faruk byl vybrán, aby vyvedl Porobené země trvale z nadvlády Erathie i AvLee. Spojenectví obou dvou proti Kreeganovcům, Nighonu a nekromancerům nakonec časem uvadne a obě království začnou opět bojovat pod jejich okny o vliv nad jejich domovy.
Pro začátek potřebovali k úspěchu něco daleko většího než dostatečně silnou armádu na odražení vojsk obou království. Potřebují symbolický základní kámen svého státu, ale hrají o čas. Musí v čarovném kraji v okolí města Avalon, kde jednorožci promlouvají ke stromům, nalézt grál. V další misi je potřeba získat pro nezávislost veřejnou podporu, neboť mezi obyvateli je ještě mnoho těch, kteří podporují nadvládu Erathie nebo AvLee, kteří se staví k separatistům nepřátelsky. Starosta Faruk Welnin z města Welninu vyslal za separatisty posla, aby jim nabídl ochranu a podporu. Separatisté pod vedením Rylanda, jenž má u sebe grál, se proto museli vydat na pochod do Welninu přes nepřátelské území, aby zde vybudovali svatostánek grálu. Takto se z Welninu konečně stane hlavní místo odporu.
Jenže po ovládnutí Welninu separatisty se do Porobených zemí rychle přesunuly armády Erathie i Avlee, aby zde „obnovily pořádek.“ Jejich vpád hrozí přerůst ve velkou válku, a tak se separatisté soustředí na co nejrychlejší vybudování hlavního města Welninu, jež se pak stane skutečnou základnou pro ozbrojený odpor za nezávislost, kterou tímto dnem slavnostně vyhlašují. Obyvatelé Welninu se však musí vypořádat s nedostatkem surovin, avšak s ideálním hospodařením se surovinami se to dá zvládnout během jediného herního týdne. Separatisté však netušili, že v pozadí jejich boje stál Archibald, bratr krále Rolanda, který byl ve druhém díle poražen a proměněn v kámen.

## Heroes of Might and Magic III – HD Edition
Dne 29. ledna 2015, téměř 16 let po vydání původní hry Heroes of Might and Magic III, vývojářská společnost Ubisoft vydala novou verzi hry v HD rozlišení, jež je kompatibilní s novějšími operačními systémy na osobní počítače i pro systémy Android a iOS pro tablety. HD edice však obsahuje pouze základní hru bez datadisků, neboť dle vyjádření Ubisoftu byly zdrojové kódy k oběma datadiskům ztraceny.